# Ritos litúrgicos católicos
Los ritos litúrgicos  son esos conjuntos de palabras y ceremonias usados en la Iglesia católica que están contenidos en los libros litúrgicos de las distintas Iglesias particulares "en las cuales y desde las cuales existe la Iglesia católica una y única".
A veces son llamados "ritos" las Iglesias particulares sui iuris, incluso en el decreto del Concilio Vaticano II Orientalium Ecclesiarum.
En otros contextos, la palabra rito puede designar a las Iglesias particulares, "tanto de Oriente como de Occidente, (que) aunque difieren algo entre sí por sus ritos, como suele decirse, a saber, por su liturgia, disciplina eclesiástica y patrimonio espiritual, sin embargo, están encomendadas por igual al gobierno pastoral del Romano Pontífice, que sucede por institución divina a San Pedro en el primado sobre la Iglesia universal".
En el Código de los cánones de las Iglesias orientales el concepto de "rito" no se aplica a las Iglesias particulares, pero es más vasto que el de "rito litúrgico": "El rito es un patrimonio litúrgico, teológico, espiritual y disciplinar que se distingue por la cultura y el contexto histórico del pueblo, que se expresa en la forma de vivir la fe de cada Iglesia sui iuris."
El mismo Código de los cánones de las Iglesias orientales distingue el rito latino de los ritos "que proceden de las tradiciones alejandrina, antioquena, armenia, caldea y constantinopolitana".

## Ritos latinos

### Rito romano
Entre los ritos litúrgicos de la Iglesia latina (designada también por motivo históricos Iglesia de Occidente, pero hoy presente en casi todo el mundo) el principal es el rito romano. Este rito litúrgico se originó en la ciudad de Roma, pero influenció y fue influenciado por otros.
Es el rito litúrgico que practica la mayor cantidad de fieles de la Iglesia latina y de la Iglesia católica en general, a veces es llamado inexactamente rito latino.
Se permite a algunos usar la forma 1962 (llamada misa tridentina) del rito romano de la misa, pero bajo las normas del motu proprio Traditionis custodes del papa Francisco. Las conferencias episcopales tienen el derecho, salvada la unidad sustancial del rito romano, de determinar las variaciones y adaptaciones, incluso profundas, a proponer a la Sede Apostólica para introducirlas con su consentimiento. Por eso el "Misal Romano para las diócesis de Zaire" se llama a veces uso congoleño y el Divine Worship: The Missal in accordance with the Roman Rite, uso anglicano.

### Otros ritos latinos
Otros ritos litúrgicos latinos que subsisten en la actualidad son: el rito hispánico (conocido como visigótico, mozárabe, etc.), el rito ambrosiano, el rito bracarense o braguense, el rito dominicano, el rito carmelita y el rito cartujo. Otros, como el de África romana, desaparecieron, particularmente después del Concilio de Trento.
- Ritos regionales
  - Rito ambrosiano
  - Rito bracarense o rito portugués de Braga
  - Rito galicano, por ejemplo el de Lyon (extinto)
  - Rito hispánico (rito mozárabe o visigótico)
  - Rito céltico (extinto)
  - Rito africano (extinto)

- Ritos de órdenes religiosas
  - Rito benedictino
  - Rito carmelita
  - Rito cartujo
  - Rito cisterciense
  - Rito dominicano
  - Rito norbertino o premonstratense (extinto)
  - Rito capuchino (extinto)
  - Rito franciscano (extinto)
  - Rito servita (extinto)

## Ritos orientales
Son las liturgias practicadas por las Iglesias orientales católicas.
El rito alejandrino subsiste actualmente en el copto y el etíope. El rito antioqueno tuvo, en Siria, una evolución más compleja, distinguiéndose dos ramas, la oriental y la occidental:
El rito sirio oriental subsiste actualmente en los ritos de la Iglesia católica caldea y la Iglesia siro-malabar. Del rito sirio occidental, que conserva el nombre de antioqueno, se derivó a partir del siglo IV el rito bizantino o constantinopolitano, siendo el rito oriental más extendido. En el mismo siglo, aparece en Armenia, ya cristianizada, el rito armenio, que toma elementos de los dos ritos precedentes. Actualmente, el rito antioqueno subsiste en los ritos maronita, siro-malankara y sirio propiamente dicho (llamado también siro-antioqueno).
Son varias las Iglesias particulares que usan el único rito litúrgico bizantino.
- Ritos orientales
  - Ritos alejandrinos
    - Rito copto
    - Rito etíope

  - Ritos antioquenos
    - Rito maronita (siglo IV d. C.)
    - Rito siro-malankara (siglo I d. C.)
    - Rito sirio

  - Rito armenio
  - Ritos sirio-orientales
    - Rito caldeo
    - Rito siro-malabar

  - Rito bizantino
    - Rito albanés
    - Rito búlgaro
    - Rito griego
    - Rito melquita
    - Rito húngaro
    - Rito italo-albanés
    - Rito de Križevci
    - Rito macedonio
    - Rito rumano
    - Rito ruteno
    - Rito eslovaco
    - Rito ucraniano
    - Rito de la Santa iglesia del rebaño sagrado